# Abdi Bile
Abdi Bile (somali: Cabdi Bille Cabdi) (Las Anod, 28 de desembre de 1962) és un atleta de mitjana distància somali.
Fou un destacat atleta de finals dels 80 i inicis dels 90. Es graduà a la Universitat George Mason, on guanyà dos cops el campionat de la NCAA de 1500 metres, el primer el 1985 (3:41.2) i el segon el 1987 (3:35.79). Guanyà la medalla d'or als Campionats del Món de 1987, primer somali en assolir aquesta fita, a la prova de 1500 metres. Participà a dos Jocs Olímpics d'Estiu (1984 i 1996). Una lesió li impedí participar en el Campionat del Món de 1991, així com als Jocs de 1988 i 1992. El seu millor resultat a uns Jocs fou la sisena posició el 1996. També guanyà una medalla de bronze al Campionat del Món de 1993.
Millors marques:
- 800 metres - 1:43.60 (1989)
- 1000 metres - 2:14.50 (1989)
- 1500 metres - 3:30.55 (1989)
- Una milla - 3:49.40 (1988)
- 3000 metres - 7:42.18 (1994)

## Palmarès
| Any  | Competició        | Seu                            | Resultat | Prova        |
| ---- | ----------------- | ------------------------------ | -------- | ------------ |
| 1987 | Campionat del Món | Roma, Itàlia                   | 1r       | 1.500 metres |
| 1993 | Campionat del Món | Stuttgart, Alemanya            | 3r       | 1.500 metres |
| 1996 | Jocs Olímpics     | Atlanta, Geòrgia, Estats Units | 6è       | 1,500 metres |